# Clonmel
Clonmel (Cluain Meala em irlandês) é uma vila da Irlanda, capital e maior localidade  do condado de Tipperary Sul, com 17.908 habitantes. Também é a maior cidade interiorana do sul da Irlanda. A cidade é banhada pelo rio Suir e é cercada por montanhas e colinas. Parte da cidade encontra-se no Condado de Waterford (a parte que está depois de cruzar o rio Suir). É centro agro-pecuário e possui indústrias alimentares (lacticínios, bacon), de calçado e uma importante fábrica de cerveja, a Bulmers (uma das maiores marcas irlandesas de cerveja), que tem sede na própria cidade de Clonmel.